# Putre
Putre is een gemeente in de Chileense provincie Parinacota in de regio Arica y Parinacota. Putre telde 2.765 inwoners in 2017 en heeft een oppervlakte van 5903 km².

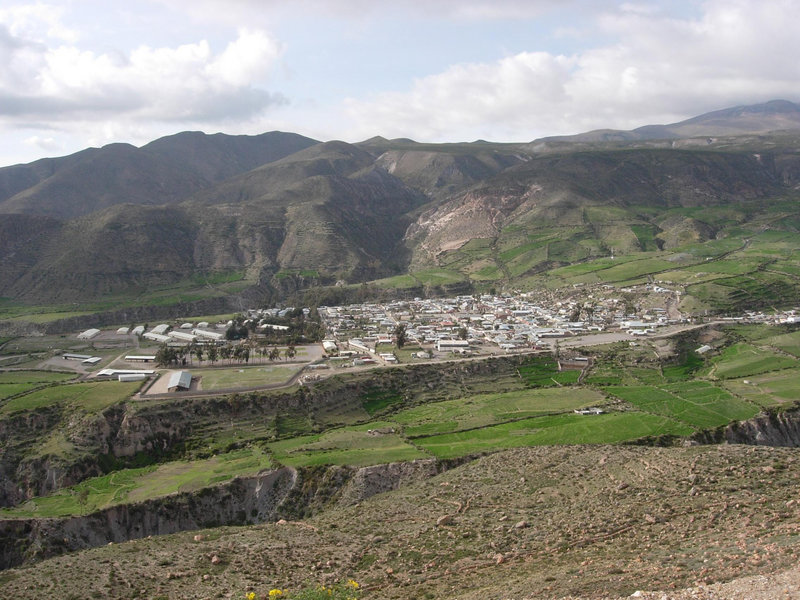
Blik op Putre (2005)